# بلنسية (مقاطعة)
مقاطعة بلنسية (بالإسبانية: Valencia، فالنثـيا) هي مقاطعة إسبانية تقع في شرق الدولة، تقع ضمن حدود منطقة بلنسية.
عاصمتها هي مدينة بلنسية، تنقسم المقاطعة إلى 266 بلدية.

## الجغرافيا
تقع مقاطعة بلنسية في شرق إسبانيا تحدها من الشمال مقاطعة قسطلونة ومقاطعة طرويل، ومن الجنوب لقنت، ومن الشرق البحر الأبيض المتوسط، ومن الغرب مقاطعة قونكة ومقاطعة البسيط.
تبلغ مساحة مقاطعة بلنسية 10.763 كم².

## الديموغرافيا
يبلغ عدد سكان مقاطعة بلنسية 2.578.719 نسمة عام 2011 (وفقاً للمعهد الوطني للإحصاء الإسباني).
فيما يلي قائمة أكبر البلديات من حيث عدد السكان (بتاريخ 1 يناير 2011):
1. بلنسية 798.033 نسمة
2. تورينتي 80.610 نسمة
3. غانديا 78.704 نسمة
4. باتيرنا 66.948 نسمة
5. ساغونتو 65.595 نسمة
6. جزيرة شقر 44.752 نسمة
7. ميسلاتا 43.657 نسمة
8. بورخاسوت 38.205 نسمة
9. أونتـينيـنتي 37.606 نسمة
10. مانيسيس 30.747 نسمة

## توأمة
لبلنسية (مقاطعة) اتفاقيات توأمة مع:
- ميه (2 نوفمبر 1992 - )

## أعلام
- ابن خفاجة
- فرانسيسكو نافارو فوستر
- خوان دي سيلايا
- ميجيل دي مونكادا